# دانگوآله راسالایته
دانگوآله راسالایته (انگلیسی: Danguolė Rasalaitė؛ ۱۹ مهٔ ۱۹۸۳ – ۱۰ ژانویهٔ ۲۰۰۰) اهل لیتوانی بود.